# Mirigy (betegség)
A mirigy (más néven merigy, mirvigy, mörvigy, mirigyes dögletesség, mirigyhalál, mirigy-kór) a magyar népi gyógyászat betegségelnevezése és a magyar ősvallás egyik betegségdémona. Első írásbeli feljegyzése óta többször változott meg a jelentése vagy már eleve is több jelentésben használták. A 19. század közepe óta feljegyzett adatok zöme az ország keleti feléből, főként Székelyföldről való, hasonlóan a csumához, mellyel nagy valószínűséggel azonos. 
A mirigy a bubópestis, más nyirokcsomó-duzzanattal járó betegségek, néhány bőrbetegség, a hullafoltok, a súlyos és gyors lefolyású belső betegségek, a pestises gyulladás, és a pestises szepszis okozója, betegségdémona.

## Előfordulása irodalmi művekben
- Vörösmarty Mihály  Csongor és Tünde című drámájában használta fel a figurát.
- Nyírő József: Mádéfalvi veszedelem